# イゴール・パクリン
イゴール・パクリン（ロシア語: Игорь Паклин、ローマ字:Igor Paklin, 1963年6月15日 - ）は、ソビエト連邦の陸上競技選手。男子走高跳の元世界記録（2m41）保持者である。この世界記録は、1985年のユニバーシアード神戸大会で樹立した。キルギス・ソビエト社会主義共和国フルンゼ（現ビシュケク）出身。

## 主な実績
| 年   | 大会                         | 場所                                 | 種目   | 結果 | 記録                 |
| ---- | ---------------------------- | ------------------------------------ | ------ | ---- | -------------------- |
| 1983 | 世界陸上競技選手権大会       | ヘルシンキ（フィンランド）           | 走高跳 | 4位  | 2m29                 |
| 1985 | ユニバーシアード             | 神戸（日本）                         | 走高跳 | 1位  | 2m41（当時世界記録） |
| 1986 | ヨーロッパ陸上競技選手権大会 | シュトゥットガルト（西ドイツ）       | 走高跳 | 1位  | 2m34                 |
| 1987 | 世界室内陸上競技選手権大会   | インディアナポリス（アメリカ合衆国） | 走高跳 | 1位  | 2m38                 |
| 1987 | 世界陸上競技選手権大会       | ローマ（イタリア）                   | 走高跳 | 2位  | 2m38                 |
| 1988 | オリンピック                 | ソウル（大韓民国）                   | 走高跳 | 7位  | 2m31                 |
| 1991 | 世界陸上競技選手権大会       | 東京（日本）                         | 走高跳 | 10位 | 2m24                 |

## 自己ベスト
- 走高跳 - 2m41 （1985年9月4日）